# Troldkirken

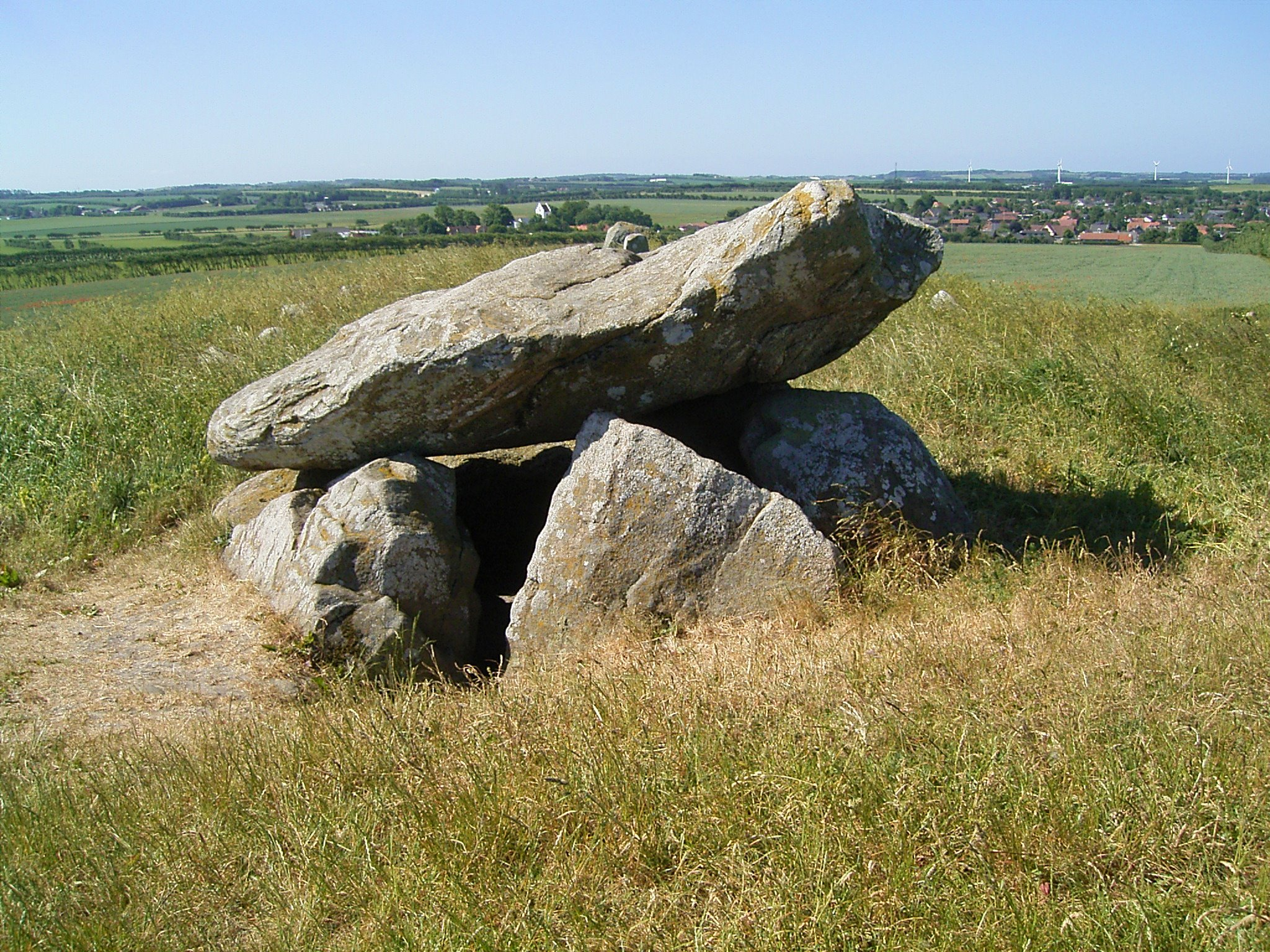
Der Dolmen Troldkirken

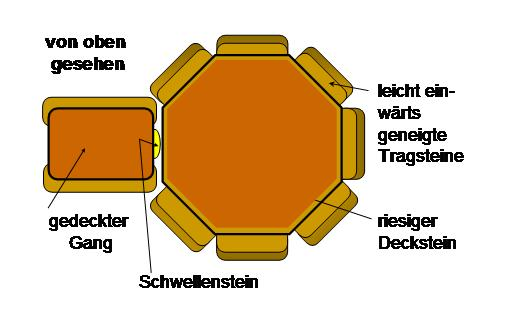
Schema Polygonaldolmen – von oben gesehen

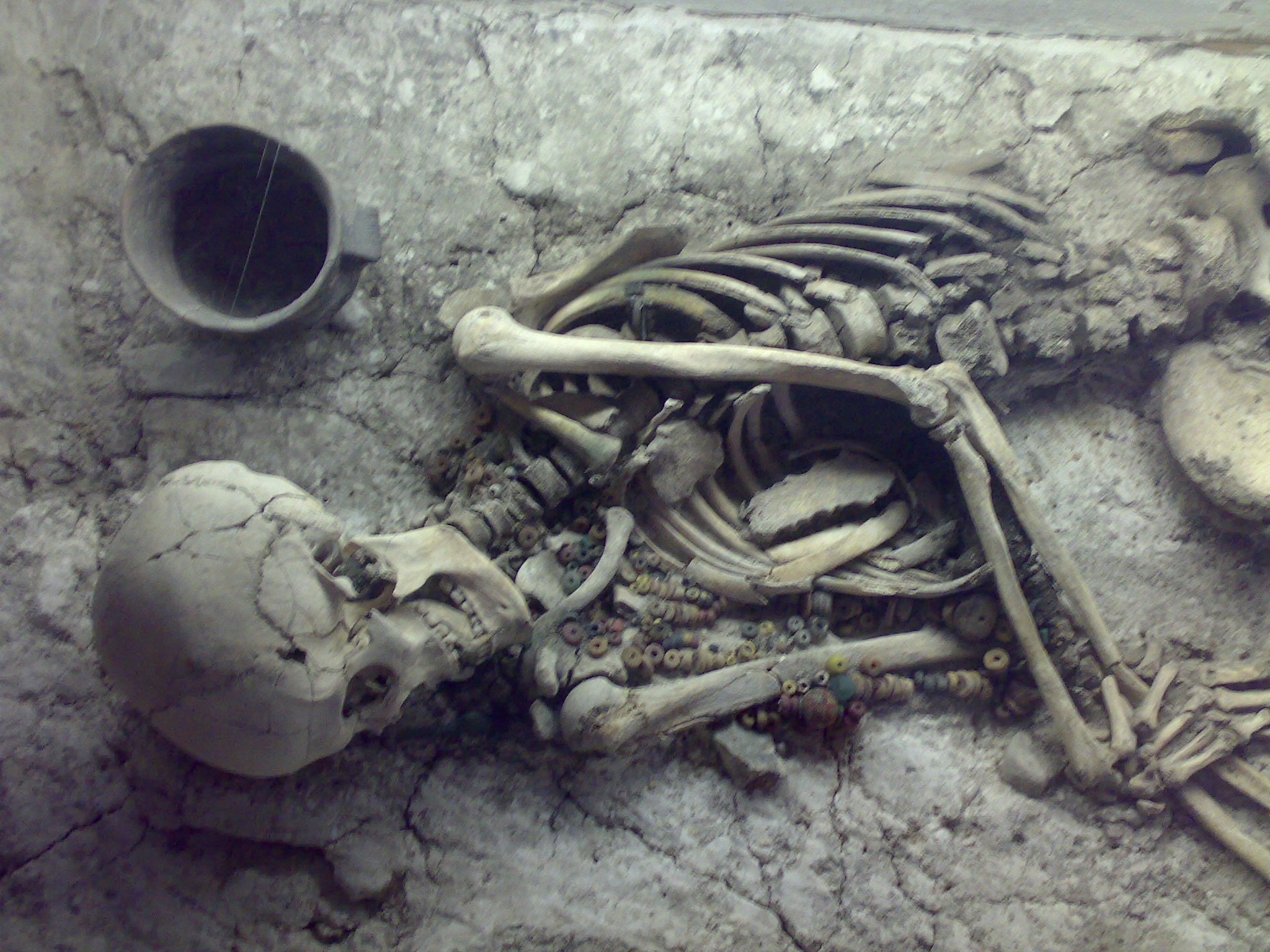
Die Aalborg kvinne

Der Dolmen Troldkirken (dt. Troll-Kirche auch DKC 120511.2) liegt auf einem Hügel nordöstlich von Sønderholm und südwestlich von Aalborg in Himmerland in der Region Nordjylland in Dänemark unweit der Straße 187 (Nibevej). Es stammt aus der Jungsteinzeit etwa 3500–2800 v. Chr. und ist eine Megalithanlage der Trichterbecherkultur (TBK). Neolithische Monumente sind Ausdruck der Kultur und Ideologie neolithischer Gesellschaften. Ihre Entstehung und Funktion gelten als Kennzeichen der sozialen Entwicklung.
In der Regel liegen die Riesenbetten niedriger, an Seen und Wasserläufen. Eine Ausnahme bildet Troldkirken, auf einem Höhenkamm im nordwestlichen Himmerland, mit weiter Aussicht über den Limfjord. Der Hügel ist etwa 60,0 m lang, und 12,0 m breit und wird von einem Hünenbett aus 47 großen Randsteinen gefasst.
Der Polygonaldolmen wurde bereits im Jahre 1809 unter Schutz gestellt.
Sønderholm ist auch der Fundort eines eisenzeitlichen Frauengrabes, der so genannten „Aalborg kvinne“.
In der Nähe liegen die zweikammerige Megalithanlage von Store Restrup (Ebbesen 3311), der Ørnhøj von Frejlev (Ebbesen 3302) und die Ganggräber Tostrup Nord und Süd (Ebbesen 3309 und 3310).